# Guity Novin

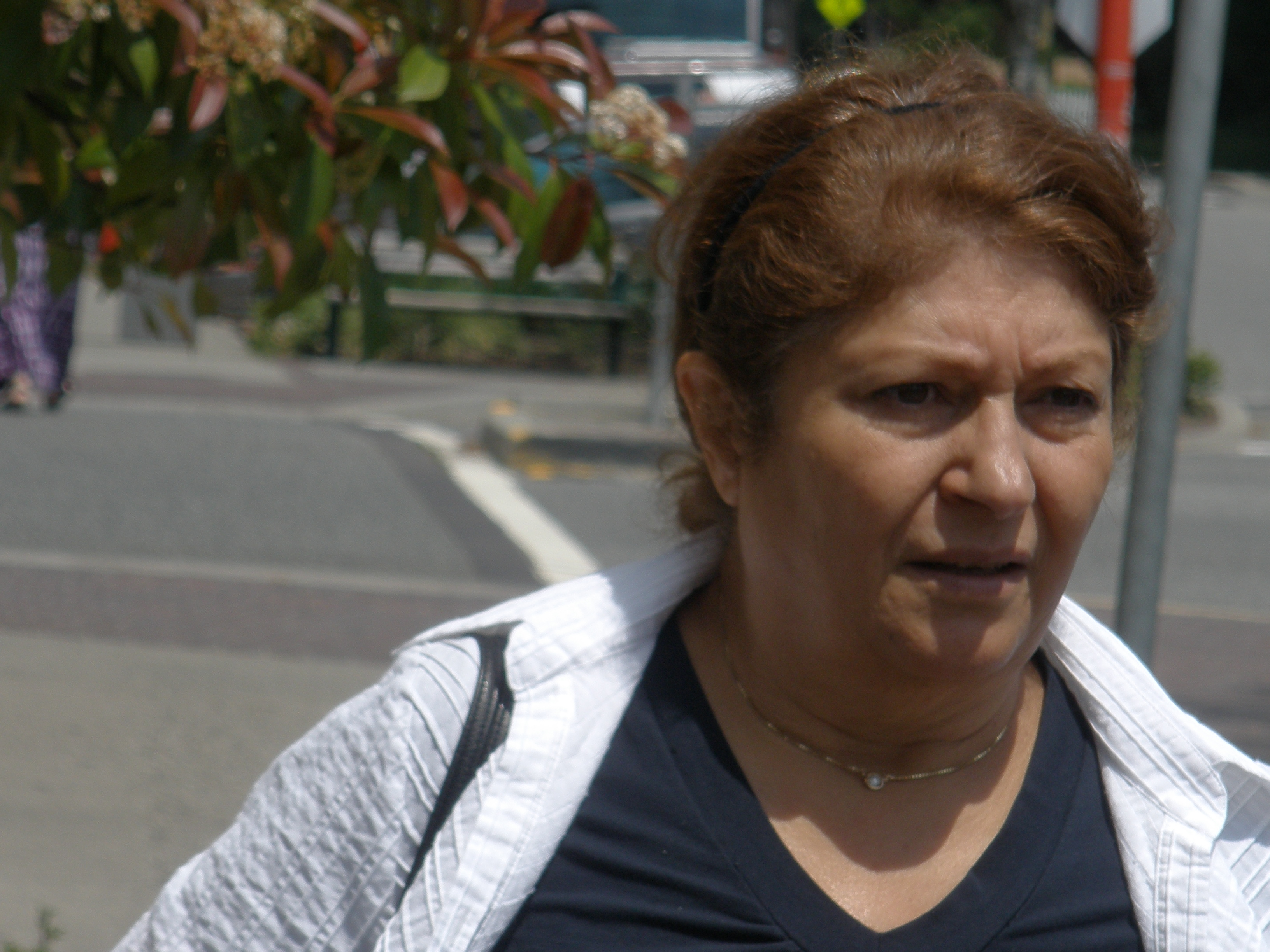
Guity Novin 2009

Guity Novin, född 1944 som Guity Navran i Kermanshah, Iran, är en iransk-kanadensisk målare och skulptör,[källa behövs] grundaren av rörelsen transpressionism.
Guity Novin bor och arbetar i Vancouver och Toronto, Kanada. Hon har examen från École Superieure des Beaux Arts i Teheran 1970. Efter att ha lämnat Iran, flyttade hon till Haag, Nederländerna 1975, och sedan till Manchester, Storbritannien där hon slutförde sina studier.
Hon emigrerade till Kanada 1980 och bosatte sig i Ottawa i Ontario, efter en kort vistelse i Kingston (Ontario) och Montréal. Flera flyttar ledde till sist till Vancouver, British Columbia.
Hon grundade rörelsen transpressionism 1994.[källa behövs]